# پومیچنا
شهر پومیچنا (به روسی: Помічна) در استان کیرووهراد در کشور اوکراین واقع شده‌است. جمعیت این شهر ۱۰٬۹۴۶ نفر  است.